# Ixtlahuacán de los Membrillos
Ixtlahuacán de los Membrillos è un comune del Messico, situato nello stato di Jalisco.